# Histoire d'un Pierrot
Pour les articles homonymes, voir Pierrot.
Pour plus de détails, voir Fiche technique et Distribution.
Histoire d'un Pierrot (parfois écrit L'Histoire d'un Pierrot) est un film muet réalisé par Baldassarre Negroni et sorti en 1914.
Il est produit par la société romaine Italica Ars et réalisé dans les établissements romains de Celio Film (it), une filiale de la Cines.

## Synopsis
Pierrot aime la couturière Louisette, mais par timidité n'ose pas lui révéler ses sentiments. Louisette est poursuivie par Julot, mais en refuse la cour. Encouragé par l'ami Pochinet, Pierrot s'arme de courage et fait sa déclaration. Louisette accepte de l'épouser.
Peu de temps après, les deux attendent un fils. Mais Julot n'a pas accepté sa défaite, et, profitant de la faiblesse de Pierrot, le conduit sur le mauvais chemin. Il tombe dans le vice du jeu et de la boisson, puis commence une aventure avec Fifine, connue lors d'un bal, et fuit avec elle après avoir volé l'argent que Louisette avait péniblement économisé en prévision de la naissance de l'enfant.
Six ans ont passé. Pierrot, ruiné et misérable, est rentré dans sa ville, où il est à présent réduit à demander la charité dans la rue, mais tous l'évitent. Seul Pochinet, qui à présent tient une auberge, est encore son ami et il se dépense pour que Pierrot puisse retourner chez sa femme et revoir le fils qu'il n'a pas vu grandir. Mais Louisette, qui a dû élever seule l'enfant avec difficulté, ne veut plus entendre parler de lui. Pochinet insiste et s'adresse à l'enfant en lui expliquant qui est Pierrot. C'est le gamin qui conduira par la main le Pierrot repentant jusqu'à Louisette, qui à ce point lui pardonnera et l'accueillera de nouveau à la maison.

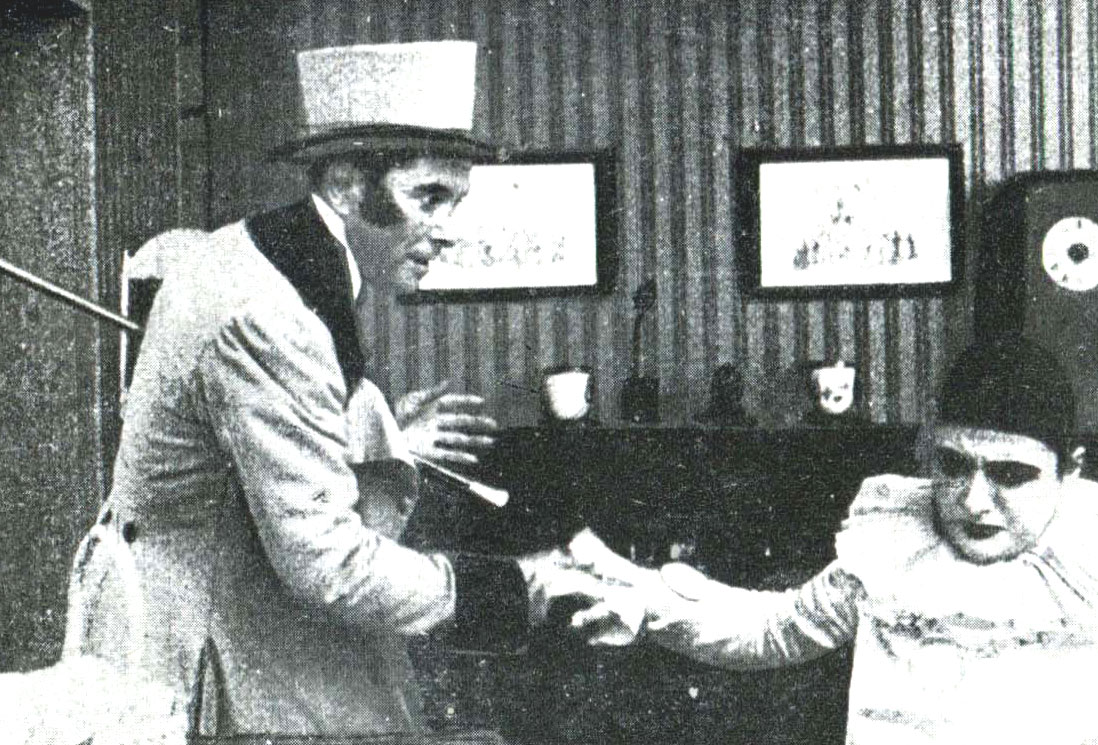
Amedeo Ciaffi (Julot) et Francesca Bertini (Pierrot).

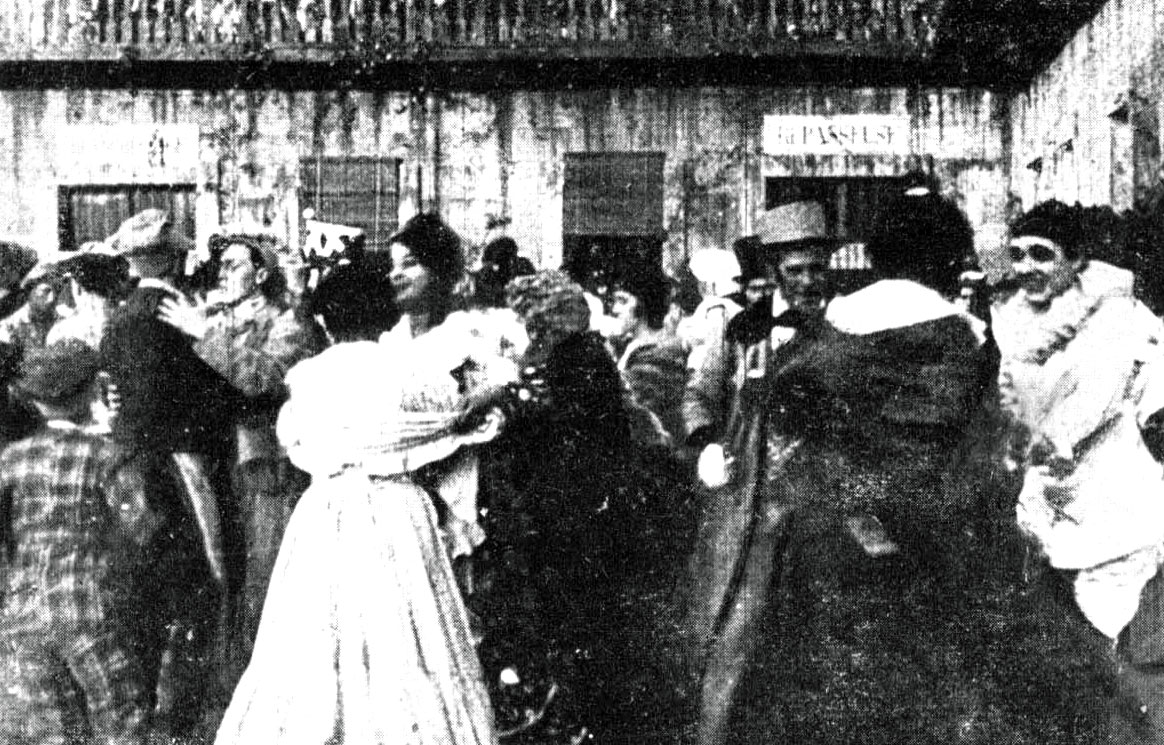
La scène du bal.

## Fiche technique
- Titre original : Histoire d'un Pierrot
- Titre français : Histoire d'un Pierrot
- Réalisation : Baldassarre Negroni
- Scénario : Tommaso Sillani, d'après une pantomime de Fernand Beissier
- Photographie : Giorgino Ricci
- Musique : Mario Pasquale Costa
- Société(s) de production : Italica Ars
- Société(s) de distribution : Celio Film (Italie), Kleine Optical Company (États-Unis)
- Pays d'origine :  Royaume d'Italie
- Langue originale : italien
- Format : noir et blanc, muet, ratio : 1.33 : 1

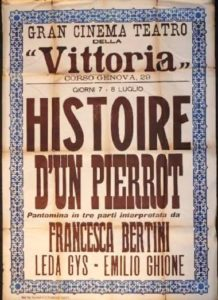
Affiche pour la projection du film

- Genre : drame
- Durée : environ 50 minutes (métrage : 1 200 m)
- Dates de sortie :
  - Royaume d'Italie : 11 février 1914

## Distribution
- Francesca Bertini : Pierrot
- Leda Gys : Louisette
- Elvira Radaelli : Fifine
- Emilio Ghione : Pochinet
- Amedeo Ciaffi : Julot
- Ninne : l'enfant

## Production
Histoire d'un Pierrot, c'est un titre français pour un film entièrement italien. Il est tiré d'une pantomime de Fernand Beissier qui avait été mise en musique par Mario Pasquale Costa, et qui l'avait représentée pour la première fois le 2 janvier 1893.
Il s'agit « d'une des toutes premières tentatives de cinéma sonore au temps du muet », car la partition pour piano de Mario Costa, elle aussi intitulée Histoire d'un Pierrot, était distribuée avec la pellicule, et sur la partition figuraient des indications de synchronisation entre l'action à l'écran et l'accompagnement musical.
La société Italica Ars a été constituée spécialement pour produire ce film. Elle en a confié la réalisation à la société Celio Film, société romaine fondée en 1912 par Baldassare Negroni avec d'autres associés, qui en a également assuré la distribution. Le film a été réalisé en 1914, alors que la société Celio film avait déjà été absorbée par la Cines, en devenant une filiale. À cause de divergences au sein de Italica Ars, une fois le film bouclé, il restera l'unique produit de la compagnie.

## Vie du film
Histoire d'un Pierrot s'inscrit dans la prolifique série de films consacrée au personnage de Pierrot. En effet, à partir de 1906, différentes maisons de production avaient réalisent des films mettant en scène ce personnage :
- deux fois chez Cines en 1906 (Pierrot all'inferno et Pierrot innamorato ) ;
- chez Pineschi (it) en 1907 (Cuore di Pierrot) ;
- chez Ambrosio Film en 1908 (Buonasera Pierrot) ;
- chez Vesuvio Films en 1909 (Cuore di Pierrot également).

Au cours des années qui suivent, deux autres actrices mèneront par écran interposé un duel entre divas : Stacia Napierkowska pendant son séjour italien et Francesca Bertini. En 1917, c'est Diana Karenne qui interprète un « Pierrot », dont elle est également productrice et réalisatrice.
Histoire d'un Pierrot est présenté à Rome au cours d'une « première » au Théâtre Apollo le 12 mars 1914, au terme de laquelle cette salle devient de façon stable une salle de cinéma. Il est distribué ensuite à Milan, à Turin (21 mars) et dans d'autres villes, devenant un film à grand succès de l'année 1914, même s'il disparaît quasi immédiatement de la circulation après les premières représentations.
Pendant longtemps, on pense le film perdu, mais après des décennies, on en retrouve une copie qui est mise à disposition de Goffredo Lombardo, propriétaire de la société de production Titanus et fils de Leda Gys, une des actrices qui avaient interprété le film. Une seconde copie se trouve à la Bibliothèque du Congrès à Washington.

## Accueil

### Jugements à la sortie du film

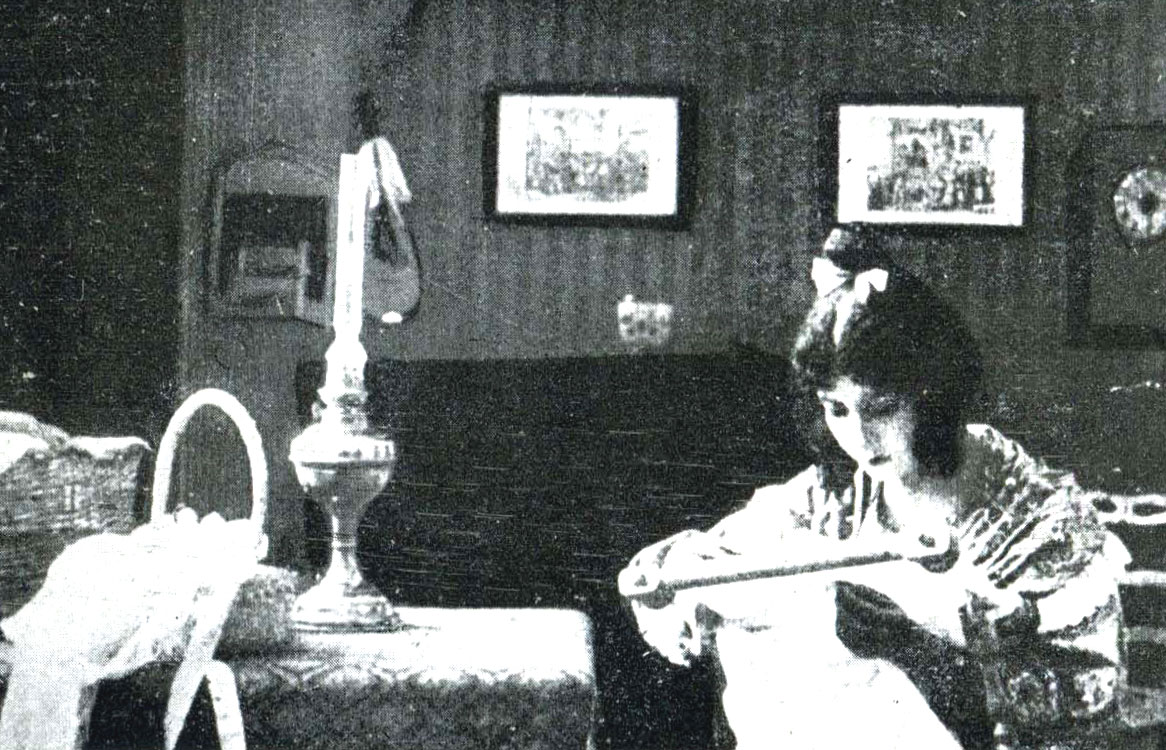
Leda Gys interprète Louisette.

Les articles d'époque montrent une critique assez tiède.
Dans la revue Maggese cinematografico, un article d'Enrico Bernsten publié le 25 mars 1914 décrit « un heureux succès de la nouvelle saison cinématographique du théâtre », mais observe que « Histoire d'un Pierrot se tient surtout pour des motifs mélodiques, mais (...) finit par générer de la fatigue à cause d'une certaine monotonie d'ambiance ».
À l'opposé, la Vita cinematografica commente la première à Turin au théâtre Vittorio Alfieri (it), qui venait d'être acquis et restauré par la Cines, de façon positive : « Le film s'annonce merveilleux dès les premiers tableaux dans lesquels il y a une harmonie de lumières et une grâce de l'action qui sont un enchantement ».
L'Illustrazione cinematografica est aussi peu convaincue et parle de « succès lié strictement à l'habileté musicale de Mario Costa, car, même si dans le film la forme est correcte, les tableaux n'excèdent pas d'originalité : le conte Negroni et Ricci n'ont pas fait trop d'efforts de fantaisie ».

### Critique moderne
Lorsqu'il évoque à nouveau Histoire d'un Pierrot en 1937, Umberto Barbaro le définit comme « un film qui, sans être une œuvre d'art, documente indiscutablement non seulement la maturité technique, mais également l'aspiration à la qualité, l'intelligence, la ténacité et l'esprit de collaboration qui a animé les premiers artefacts du cinéma en Italie ».
En 1984, Claudio Camerini souligne que « le caractère exceptionnel de l'Histoire d'un Pierrot provient du jeu insolite d'une actrice, Francesca Bertini, qui accepte de se rendre méconnaissable sous le costume et le maquillage, à l'opposé de la fatuité et du comportement qui accompagnent le succès d'une diva ».
En revanche, en 1993, Gianpiero Brunetta considère le film comme le produit d'une « vision non cinématographique, avec un point de vue statique et frontal qui ne change ni angle ni position et ne met pas en place le mouvement ».